# الفرع الدالي للشريان الصدري الأخرمي
الفرع الدالي للشريان الصدري الأخرمي، في كثير من الأحيان ينشأ مع الأخرم، يمر فوق العضلة الصدرية الصغيرة ويمر في نفس الأخدود مع الوريد الرأسي، بين العضلة الصدرية الكبيرة والعضلة المثلثة، ويعطي فرعا إلى كل من العضلتين السابقتين.